# Adrian Grodecki
Adrian Grodecki herbu Jastrzębiec (zm. w 1658 roku) – sufragan gnieźnieński, prepozyt uniejowski, archidiakon kurzelowski, kustosz łowicki, kanonik łęczycki, kanonik gnieźnieńskiej kapituły katedralnej od 1631 roku, opat witowski.
Syn Sebastiana i Doroty Mirzowskiej.
12 grudnia 1644 prekonizowany biskupem tytularnym Teodozji i sufraganem gnieźnieńskim, sakrę biskupią przyjął 25 czerwca 1645 roku. 